# C8 (televisiezender)
C8, afkorting van Canal 8, was een commercieel televisiekanaal in Frankrijk. De zender is deel van de Canal+ Groep. Het kanaal was in Frankrijk te ontvangen via TNT, de kabel, satelliet, en IPTV.
De zender begon met uitzenden op 7 oktober 2012 om 20h15 onder de naam D8, ter vervanging van Direct 8, een zender van de Groupe Bolloré, verkocht aan de Canal+ Groep. De zender werd hernoemd in C8 op 5 september 2016. De zender verloor zijn licentie en stopte met uitzenden op 28 februari 2025.

## Programma's
- Touche pas à mon poste !
- Le Grand 8
- Le JT de C8
- En quête d'actualité
- En quête de solutions
- Nouvelle Star
- Palmashow l'émission
- Tout le monde en a parlé
- So France !
- Est-ce que ça marche ?

## Beeldmerk

D8 logo van 7 oktober 2012 t/m 5 september 2016.
Huidig logo van C8 sinds 5 september 2016.